# Doing a Leeds

列斯聯歷史上參與過的聯賽

「Doing a Leeds」是專指英格蘭一些足球會因財政管理不善而可能造成嚴重後果的一個代名詞。這詞源於2000年代，當時仍在英超的列斯聯（Leeds United A.F.C.，即此術語所指的「Leeds」）投入巨大的資金而打進歐聯四強，不過在過程中卻欠下大量債務。當列斯聯未能再次取得歐聯資格後，球會遇上嚴重的「財務危機」，隨後降班至英甲，這是球會歷史上首次第三級別聯賽。

## 殞落的列斯聯
1992年，列斯聯成為新成立的頂級聯賽—英超的22位創始成員之一。1990年代末，球會在聯賽的表現一直是名列前茅的，最終球會更打進2000/01球季歐聯四強。由於球會希望爭取好成績，他們的消費水平已經超過所有其他足球會，列斯聯的債務逐年上升，從 900萬英鎊至2100萬英鎊、3900萬英鎊、8200萬英鎊和最高峰時達1.19億英鎊，大部分金錢都是用來支付轉會費和球員的工資。當列斯聯因只能在英超取得第5名，而失去參加2002/03球季歐聯的資格後，由於，球會失去歐洲賽的門票和電視直播的收入，因此亦再也不能償還債務，所以必需出售球員來套現。
2003/04球季結束後，球會以倒數第二位的成績降班至英冠。2006/07球季，受持續財務問題影響的列斯聯自願受接管，使她們在聯賽被罰扣10分，結果降班至英甲；在這之前，球會從未在第三級別聯賽作賽過，作賽4年後在2009/10球季回歸英冠。
降班後經過16年的掙扎，球會終於在2020/21球季回到英超。

## 「Doing a Leeds」
「Doing a Leeds」或「（to）do a Leeds」這個詞的意思已等同於足球會因財務管理不善而帶來嚴重後果的一個詞彙。它可以具體提及任何未能取得歐聯資格而又沒有充分計劃好財務問題所帶來的影響的足球會，或是指於英超降班後，未能作出充分調整來避免再次降班的足球會，更籠統來說是指任何迅速消亡的足球會。
領隊和主席，雖然有時不得不「追逐夢想」（這通常是「Doing a Leeds」的前奏），但在經過一些分析人士指出他們大型的投資可能會超出預算後，他們往往會否認他們是"doing a Leeds" 。同樣，足球會高價買入球員和無法保留歐聯的參賽資格時，球迷可能會擔心球會是否會成為 "do a Leeds"，或者是從英超降班，從而未能「實踐夢想」。
相反，避免「Doing a Leeds」已經成為領隊出售最好球員來籌措資金的理由，從而避免因足球會受到接管而導致以降班作為處罰的危機。未能在預期的「正常」投資中，維持足球會的聯賽地位，也都被稱為「Doing a Leeds」。
2009年，當紐卡素成為自列斯聯後另一支大球會從英超降班後，這詞組的使用情況很顯著。紐卡素的新班主米克·艾殊利說他的投資實際上是將球會從「Doing a Leeds」中拯救出來。無論如何，在紐卡素降班前後，人們都擔心球會「（to）do a Leeds」及在缺乏調整下進一步降班到英甲。
在曼聯於2010年的公佈中顯示，球會自債券問題纏身的馬爾科姆·格拉沙成為班主後，需要籌集資金來償還巨債，這引起媒體懷疑是否連作為最成功的英超時代的足球會，亦有可能陷入「Doing a Leeds」的危機中。